# 김후 영정 및 영정함, 호수․호수함 일괄
김후 영정 및 영정함, 호수․호수함 일괄(김후 影幀 및 影幀 函 ,호수 호수函 일괄)은 경기도 수원시 팔달구, 수원화성박물관에 있는 초상화 및 관련 유물이다. 2014년 7월 8일 경기도의 유형문화재 제291호로 지정되었다.

## 개요
김후(金㷞, 1751~1805)는 정조시대의 무신으로 본관은 해풍(海豊)이고 자는 광중(光仲)이며 증호조참판(贈戶曹參判) 김상걸(金相傑, 1727~1798)의 아들이다. 해풍은 경기도 개풍(開豊) 지역의 옛 이름으로 개성에 속한 지역이었다. 1771년(영조 47) 정시무과에 급제한 후 출사하여 수원부를 비롯한 여러 관직을 거쳐 1793년에는 경기 중군이 되어 경기지역의 모든 군사업무를 실질적으로 통솔하게 되었다. 이는 정조가 의도적으로 수원 토박이인 김후를 화성성역 시작 1년 전에 중용한 것이었는데, 김후는 1794년 2월 화성성역의 별감동(別監董)이 되어 막중한 임무를 수행하였으며 성역이 끝나자 그 공을 인정받아 숙마(熟馬) 1필을 하사받았다. 이후 황해병사를 거쳐 내금위장(內禁衛將)에 이르렀다. 
〈김후 영정〉은 40대 초반의 모습으로서, 오사모에 흉배가 부착된 단령을 입고 있는 상복본(常服本)이다. 가슴에는 호랑이 두 마리가 수놓인 흉배가 부착되어 있어 무관 당상관임을 알 수 있고, 허리에는 1품임을 나타내는 서대(犀帶)를 두르고 있다. 제작 시기는 화성성역을 마치고 그 공로를 포상 받은 시점인 1796년 후반으로 추정한다. 문관 영정보다 수적으로 드문 무관 영정 가운데 단연 돋보이는 작품으로 평가받고 있다. 본 작품은 화성성역에 실제로 깊게 관여한 인물의 후손들에 의해 거의 220년간을 대를 이어 전해져 온 것으로, 영정을 보관하던 함과 호수 그리고 호수함과 함께 2012년 수원화성박물관에 기증되었다.

## 참고 문헌
- 김후 영정 및 영정함, 호수․호수함 일괄 - 국가유산청 국가유산포털